# ジョーン・リッシュの失踪
ジョーン・リッシュの失踪とは1961年にアメリカ合衆国・マサチューセッツ州で発生した、女性の行方不明事件である。
自殺、事故、失踪、殺人事件の自作自演など様々な説が唱えられたが、未解決のままである。
1961年10月24日の午後、マサチューセッツ州リンカーンの住宅に警察が到着し、家から外の敷地のところまで血が流れているという近隣からの通報に対する捜査が行われた。この家に住む少女が遊びから帰ってきたのに、少女の母親であるジョーン・キャロリン・リッシュ（Joan Carolyn Risch、1930年5月12日 - ）の姿が見当たらないことにも、この通報を行った近所の住人は気がついていた。この日以降に、あてもなくさまようように近隣の道路を歩くリッシュとおぼしき姿の目撃例も複数寄せられた。
警察が宅内を捜索すると、まだ2歳のリッシュの息子は部屋にいて無事であることがわかったが、キッチンからは彼女と同じ血液型の血痕が見つかった。その他の物証とあわせて、警察ははじめリッシュが誘拐されたものと考えた。しかしその後、リッシュは図書館から殺人や失踪に関する本を何冊も借りており、その中にはこの事件と似たシチュエーションを扱った本もあることがわかった。そのためこの失踪は彼女の自作自演であり、おそらくはつまらない家庭生活から逃れたかったのではないかという推理も生まれた。こうした計画を立てる動機となるような、彼女のつらい過去についても後から証拠が見つかった。そのほかに、マサチューセッツ州道128号の建設地のそばで事故に遭ったのではないかという説も唱えられた。

## 背景
ジョーン・キャロリン・バードは1930年にニューヨークのブルックリンで生まれた。9歳のときには家族でニュージャージー州に引っ越したが、両親は後に不審火とされた火事がもとで亡くなった。また後に報じられたところでは、彼女は子供のころに性的虐待を受けていたことを知人に明かしていた。火事の後、ジョーンは自分を養子にとってくれた親戚のもとで生活するようになった。姓はその養親からとってナトラスと名乗り、この名で社会保障番号も取得した。
1952年にはペンシルベニア州チェンバーズバーグのウィルソン・カレッジで英文学の学位をとった。ジョーンは卒業後の仕事として出版社を選んだ。一介の秘書としてキャリアをスタートして後に秘書課を監督する仕事につき、さらにはハーコート・ブレイス&ワールド社、後にトマス・ Y ・クロウェル社で編集助手となった。1956年には友人の1人でありエリート会社員でもあったマーティン・リッシュと結婚したため、仕事を退職して育児に専念した。
コネチカット州リッジフィールドに住むようになり、1958年には長女のリリアンが、翌59年には長男のデイヴィッドが生まれた。その後1961年4月にマサチューセッツ州リンカーンに引っ越し、特に苦労もなく地域コミュニティに溶け込んだ。ジョーンは婦人有権者同盟活動に熱心になり、マーティンもフィッチバーグの製紙会社での仕事に邁進してキャリアを追求した。ジョーンは、子供が大きくなったら教師になりたいと語っていた。

## 失踪
1961年10月24日の朝、マーティン・リッシュは早くから家を出て、ニューヨーク行きの8時の飛行機にのるため車でローガン空港へ向かった。これは前々から予定にあった出張で、マンハッタンで一泊することになっていた。彼が家を出発してすぐに、ジョーンは子供たちを起こして朝食を食べさせた。それから息子のデイヴィッドを道路の向かいに住んでいるバーバラ・ベイカーに預け、予約しているベッドフォードの歯科医院に娘のリリアンと一緒に車で出かけた。この歯科医はモートンという大学の友人に紹介されたところだった。
通院の予定を済ませると、ジョーンは娘と近くのデパートでちょっとした買い物をした。支払いは現金であった。出かけているあいだに、オールドベッドフォード・ロードにある自宅には、牛乳と郵便が配達されていた。どちらのドライバーも、後の事情聴取では、家にいつもと変わったところはなかったと答えている。
母娘がベイカーのところからデイヴィッドを引き取って家に帰ると、だいたい11時15分頃であった。それから間もなくクリーニング業者が訪問してきて、マーティンのスーツを何着か預かっていった。この業者は宅内にはいっているが、やはりジョーンにも家にも普段と違ったところはなかったと回想している。業者が帰った後で、ジョーンは歯医者や買い物に行くためのよそ行きの服から、水色の部屋着と白のスニーカーに着替えた。
子供のために昼食をつくってから、昼寝のためにデイヴィッドを部屋に連れていった。デイヴィッドはこの時間に寝るといつも2時ごろまで目を覚まさなかった。午後1時に、バーバラ・ベイカーがリリアンと遊ばせるために自分の息子のダグラスを連れて家に来た。ベイカーたちの目の前で、ジョーンは草刈りをしたり、いつも使っている大ぶりのはさみをしまうためにガレージに戻ったりと家を出入りしていた。
2時になる少し前に、ジョーンは再びベイカーに子供たちを預けて、家を出た。彼女は子供たちにまた戻ってくるからと話していた。リリアンは後から警察にこの時間、近所では誰一人みかけなかったと答えている。リリアンとダグラスはベイカーの家のスイングセット〔ブランコのような遊具〕で遊んでいたため、リッシュ家のほうを見守る余裕などなかった。
2時15分ごろ、ベイカーはほんの少しだけジョーンの姿を見ている。ベイカーには彼女が服のうえからトレンチコートを羽織っているように見えたが、彼女は敷地をせわしなく動きながら、両腕に抱えた赤い何かを車からガレージへと運んでいた。このときの彼女は、ベイカーの目にはどちらかの子供を追いかけているように映った。これがジョーン・リッシュに関する、確認がとれた最後の目撃談である。
1時間後、隣の家の娘であるヴァージニア・キーンが学校から帰ってきたが、この子はスクールバスから降りて家のそばまで来た時に見知らぬ車が停まっていたことを覚えている。この車はおそらくゼネラルモータースの車種で、汚れがひどく、青ともう一色のツートーンであったという。さらに5分後、近くに住む別の住民の証言によれば、自動車でオールド・ベッドフォードを通過していたとき、キーン家かリッシュ家の敷地から車がバックで出てきたため、一時停止してそれを待ったという。しかし、ヴァージニアもその母親も、このとき敷地には車は停まっていなかったと語っている。
ベイカーは子供と買い物に出かけたかったので、3時40分にはリリアンを家に帰らせた。ジョーンがまだ家にいるものと思い、そのままベイカーは外出した。彼女が帰宅したのは4時15分だったが、このときリリアンがベイカーの家に戻ってきて言った。「お母さんが出て行っちゃって、キッチンが赤いペンキまみれなの」とリリアンは言った。弟のデイヴィッドは、おむつを替えてほしくて、ベビーベッドで泣き声をあげていた。バーバラはリッシュの家に行き、リリアンのいうことを自分の目で確かめてから警察を呼んだ。時計は4時33分を指していた。

## 捜査
通報から5分と経たずにリンカーン警察署のマイク・マクヒュー警部がリッシュ家の前に到着した。マクヒューはバーバラ・ベイカーと簡単に話をしてから、家の中に入った。キッチンに入ると、壁と床には血痕があり、テーブルはひっくり返され、壁掛けの電話の受話器は線が引きちぎられてゴミ箱に捨てられていた。ゴミ箱は普段のシンクのところから部屋の中央に動かされていた。
マクヒューはジョーン・リッシュが自殺を図ったものと考え、家の中を捜索して彼女の遺体を見つけようとした。しかし遺体が見つからなかったので、周辺の署に当たっても応援を頼む必要がある事件であると考えるにいたった。彼は自分を送り出した署の同僚に電話をかけるとともに、署長のレオ・アルジオに報告したほうがいいと伝えた。マクヒューの勘では、これは署を挙げて取り組む必要のある事件であった。
警察から地元の病院に連絡がまわり、ジョーン・リッシュの人相に合致する女性がこれから来院したり、あるいはもう来院しているのであれば知らせるようにとの要請が行われた。ベイカーはマーティン・リッシュの会社に電話をかけ、彼の現在地を問い合わせた。その結果、出張でニューヨークにいることが判明したため、家族に緊急事態があったことがマサチューセッツ州警察から伝えられた。マーティンは予定を変更して、一番出発時間の早いボストン行きの飛行機に乗った。
その後の警察の捜査により、家の中からは複数の手がかりが見つかった。この日はリッシュ家に4通の郵便物が届いており、外に置いてある郵便受けにそのままになっていた。キッチンからは、緊急連絡先をメモしたページが開いている電話帳がみつかったが、電話をかけた形跡はなかった。ゴミ箱からは空の酒瓶1本とビールの空缶数本が見つかった。マーティンは前者については前の晩に夫婦2人で飲んだものだと話したが、ビールの空き缶についてはなぜそこにあるのか説明できなかった。
ジョーン・リッシュが朝歯医者に行ったときに着ていたトレンチコートが家にあったが、これより薄手のコートを彼女が着て行った可能性はあった。家には、彼女のハンドバッグも残されていた。捜査官は前の晩に彼女が小切手を換金していることを根拠に、買い物の後で彼女の手元には現金で10ドル〔現代の80ドル程度〕以下しか残っていなかったと結論した。

### 有力な目撃証言
警察による近隣住民からの事情聴取の結果、バーバラ・ベイカーが最後にジョーンを見かけて以降の時間帯に彼女を目撃したものと思われる複数の有力な証言が得られた。事件の日の午後2時45分、ジョーンが最後に目撃されたときと似たような恰好をした女性が、ハンカチーフを頭からかぶって顎のところで結び、オールドベッドフォードのジャンクションの東を走る州道2A号線の北側をコンコードの町のある方角に歩いていた。この女性はあてもなく彷徨っている様子で、寒さを我慢しているのか背中を丸め、服装には取り乱したようなところもあった。
同じような服装をした女性が、足から血を流しながら、ウオルサムを走る州道128号線の中央分離帯の北を歩いている姿も目撃されている。時間帯は午後3時15から3時30分までで、ちょうどウィンターストリートの北にあたる場所であった。この女性もまたはっきりとした目的地がないように思われ、また胃のあたりで何かを抱えていた。そのほかにも、午後4時30分ごろに、トラペロロードそばの州道128号線を南に歩いている女性の目撃例があった。
警察は、ヴァージニア・キーンがリッシュ家の敷地でみたという車についても証言を集めた。いつも牛乳を配達しているドライバーによれば、5日前の朝に配達をしたときにその車を見たという。近所の住人からも、午後4時15分にオールドベッドフォード近くの州道2A号線と交差するサニーサイドレーンに駐車している青いツートーンの車を見たという証言があった。住人によれば、この車から男が出てきて、近くの木の枝を折って自分の車に持っていったという。別の男性も、午後2時45分にサニーサイドレーンに駐車している、薄い青色をした1959年モデルのフォードのセダンを見ていた。

### 血痕

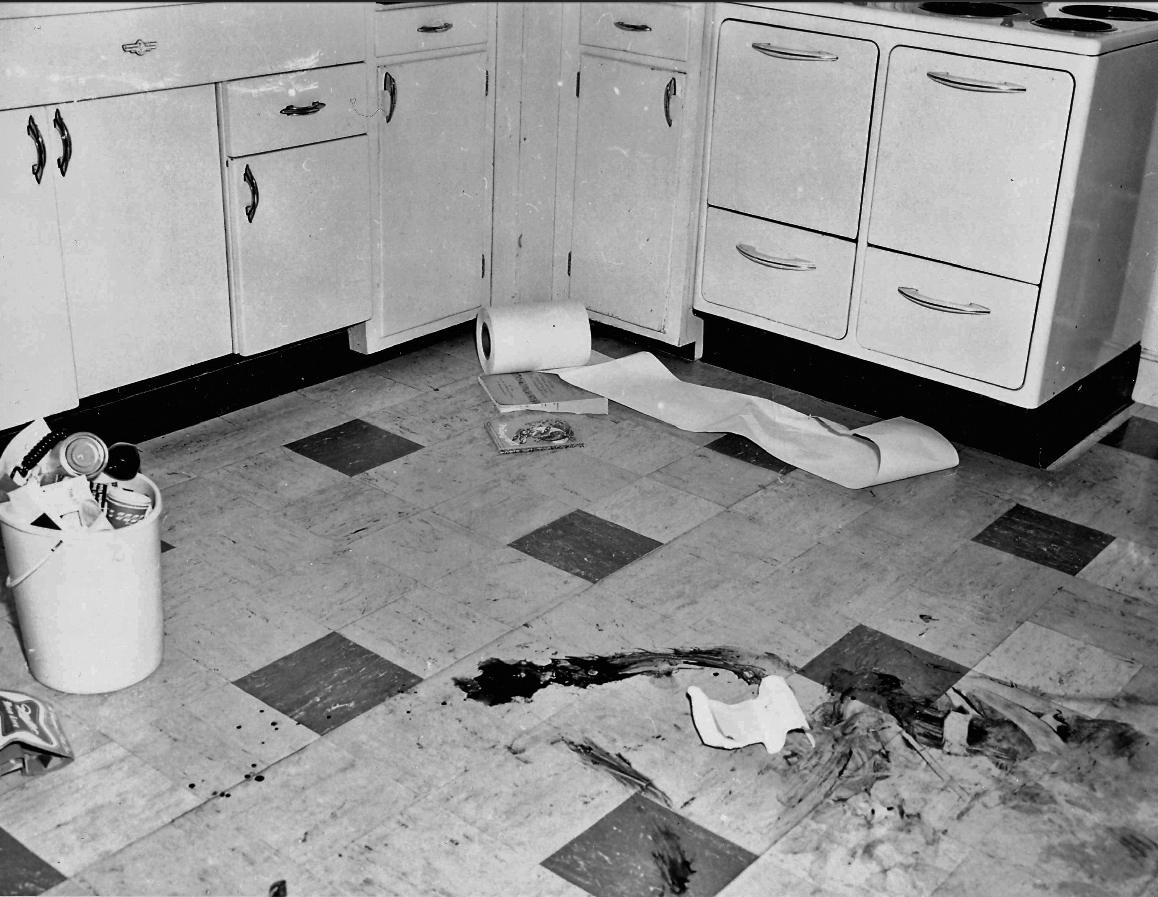
キッチンの血痕の一部

証拠の1つである血痕はそこかしこにあったが、そこから何が起こったのかを推理することは難しかった。大きな血液の染みができているのはキッチンの壁と床だった。電話にもいくらか血がついていた。指紋が残った血痕も3箇所あったが、ジョーンは失踪しているため、比較や同定の対象が存在しなかった。それからペーパータオル1巻きが、床に転がっていた。血痕をぬぐうために使われていたが、これはおそらくとっさの思いつきによる行動だった。
さらに、床にはデイヴィッドが着るカバーオールと下着のセットがあった。どちらにも血の痕があり、おそらくは血痕を消そうとしてどこかを拭いたときについたものだった。カバーオールは、床に押しつけられたようにも見え、重い物（例えば人間の体のような）がしばらくその上にあったかのようであった。警察が後に語ったところでは、キッチンの血痕は取っ組み合いの結果できたものである可能性もあるが、誰かがふらきながら動きまわり、怪我をおしても自力で歩こうとした痕跡と考えるほうが矛盾が少ないと考えられた。
血痕が見つかったのはキッチンだけではなかったどころか、例えば家の外からも見つかったことが、話を複雑にしていた。家の中でいえば、1⁄8-インチ 幅にして (3.2 mm)の血液の痕が、階段の一段目にあった。階段の一番上の段には、同じ大きさの血痕が2つ、主寝室からは8つ、子供部屋の窓のそばから1つの血痕が見つかっていた。
キッチンから外の敷地まで、また別の血の跡があった。ジョーンの車のところでその跡は途切れていて、車にも3か所に血痕があった。右のリアフェンダー、フロントラス寄りのボンネットの左側、後ろのトランクのちょうど中心の3か所である。最後の1つはその解釈が特に難しく、捜査官の頭を悩ませた。
階段、キッチン、外の敷地。流血が家のどこで始まったのかを確定させるのは不可能に思われた。どの説であっても証拠をもとにもっともらしく論じることが可能だったからである。そして、ジョーンが自力で家を出ていったのか、誰かを伴っていたのか、それとも意志に反して誰かに連れ去られたのかという問題もまた未解決であった。血の跡が外の私道のところで終わっていたということは、彼女がそこで別の車に乗ったことを示唆しているが、やはり確かなことではなかった。
家から見つかって「いない」ものもまた示唆的であった。キッチンの床には大きな血痕があり誰かが家中を動き回った形跡があるのに、血の付いた足跡はまったくなかったのである。誰が歩き回ったにせよ、その人間はきわめて慎重であったか大いに幸運であったかのいずれかということになる。
血液型はアメリカで最も一般的なＯ型であり、ジョーンもそれが自分の血液型だということは知っていた。さらに州警察の科学捜査班の分析から、大怪我を連想させるような部屋の状況に反して、流れた血は全部で240ミリリットル程度に過ぎないことがわかった。これでは怪我が生死にかかわるものであったはずがない。

### 図書館の貸出記録
ジョーン・リッシュの失踪を受けて、地元紙である「フレンチ・ビューワー」の記者サリーン・ガーソンは、町の公立図書館で類似事件を調べて、そこに共通する背景を探ろうとした。その中でガーソンが目をとめた1冊の本が、宗教家であるブリガム・ヤングの27番目の妻が起こした偽の失踪事件を扱うものであった。そしてガーソンは、失踪事件の1か月前にあたる9月に、ジョーン・リッシュがこの本を借りていたことに気がついた。さらに今回の事件と同じように、血痕と血のついたタオルを残して失踪した女性を紹介している本があったが、この本にも貸出カードにジョーンの署名があることをガーソンは発見した。
ガーソンはこの発見を新聞で取り上げて記事にした。図書館のボランティア職員たちがさらに記録をたどったところ、ジョーン・リッシュは図書館の常連であり、1961年の夏が終わるまでに25冊の本を借りていた。その多くが殺人か失踪事件に関するものだった。このことを根拠に、ガーソンのグループは、ジョーン・リッシュの失踪は彼女の自作自演と考えた。つまり、彼女は部屋を犯罪現場のように演出し、自らの意思で失踪したのだと考えるのがごく自然だということである。

### 容疑者
夫であるマーティン・リッシュ、郵便配達人、牛乳の宅配ドライバーのいずれもジョーンの失踪した時間にアリバイが成立した。警察は、イースト・ウォルポールのロバート・フォスターという男を容疑者として捜査を行った。事件に先立つ1959年に、連邦議会はリッシュ家のあるエリアをミニット・マン国立歴史公園に指定したのだが、これはアメリカ独立戦争の契機となったとされる1775年のレキシントン・コンコードの戦いで、イギリス軍がボストンから行進したときに取ったルートの歴史的意義を高く評価するものであった。そのためこの計画によれば、対象となったエリアを用地として取得するとともにそこで1775年以降に建設されたあらゆる建造物を解体して、歴史上実在した景観に修復することになっていた。フォスターはアメリカ国立公園局の購買代理業者であり、このプロジェクトを住民に説明のするためにこのエリアの家々を訪ねていたのである。失踪から1週間後に彼から事情聴取した州警察の捜査員によれば、家を訪問してきた彼と話をした女性の中には「善意につけこんで長居をされた」と感じる人もいた。記録によれば、確かにフォスターは失踪の1ヵ月前の9月25日にリッシュの家を訪問していた。
ジョーン・リッシュが失踪した日について、フォスターは午後1時ごろは上司と一緒にランチを食べていたと証言した。午後3時には不動産鑑定士に会うためにリンカーン地区に戻ってきたという。上司も同じように証言し、歴史公園の設立にむけて一緒に仕事をしている民間のエンジニア2人が午後3時には一緒に事務所にいたと証言したことについてもその正確性を請け負った。

## その後の進展
州警察や自治体からだけでなく、ボストン・レコード・アメリカン紙からも事件の解決につながる情報への報奨金が提供された。この新聞社は、1962年の最初の週に、この事件に関して大量の記事を掲載していた。しかし有力な手がかりはなく、捜査は進展をみせなかった。後にこの事件が起こった地域で死体が見つかったが、これはジョーン・リッシュのものではなかったことが確認された。
マーティン・リッシュは事件後も同じ家に住み続け、子供たちを育てた。彼は妻の失踪宣告をせず、法的に死亡した状態に置こうとはしなかった。1975年にはアメリカ国立公園局が整備計画にもとづいてリッシュ家など付近の不動産を買い取り、リッシュの家もレキシントンに移設した。マーティン・リッシュは近所の家に引っ越した。オールドベッドフォード・ロードの先にはこの家がいまもあるが、車両は通行止めになっている。マーティン・リッシュは2009年に亡くなった。

## 分析
結局、最初の捜査から新たな証拠が見つかることはなく、ジョーン・リッシュの行動についても事件そのものについても、あらゆる説が宙づりになっていた。図書館の貸出記録や彼女のつらい過去は、この失踪が彼女の自作自演であるというガーソンの説さえもっともらしいものにしていた。しかし、彼女の大学の友人であるモートンは、田舎の主婦としての生き方にとても満足していたジョーンがそんなことをするとは思えないと語っている。

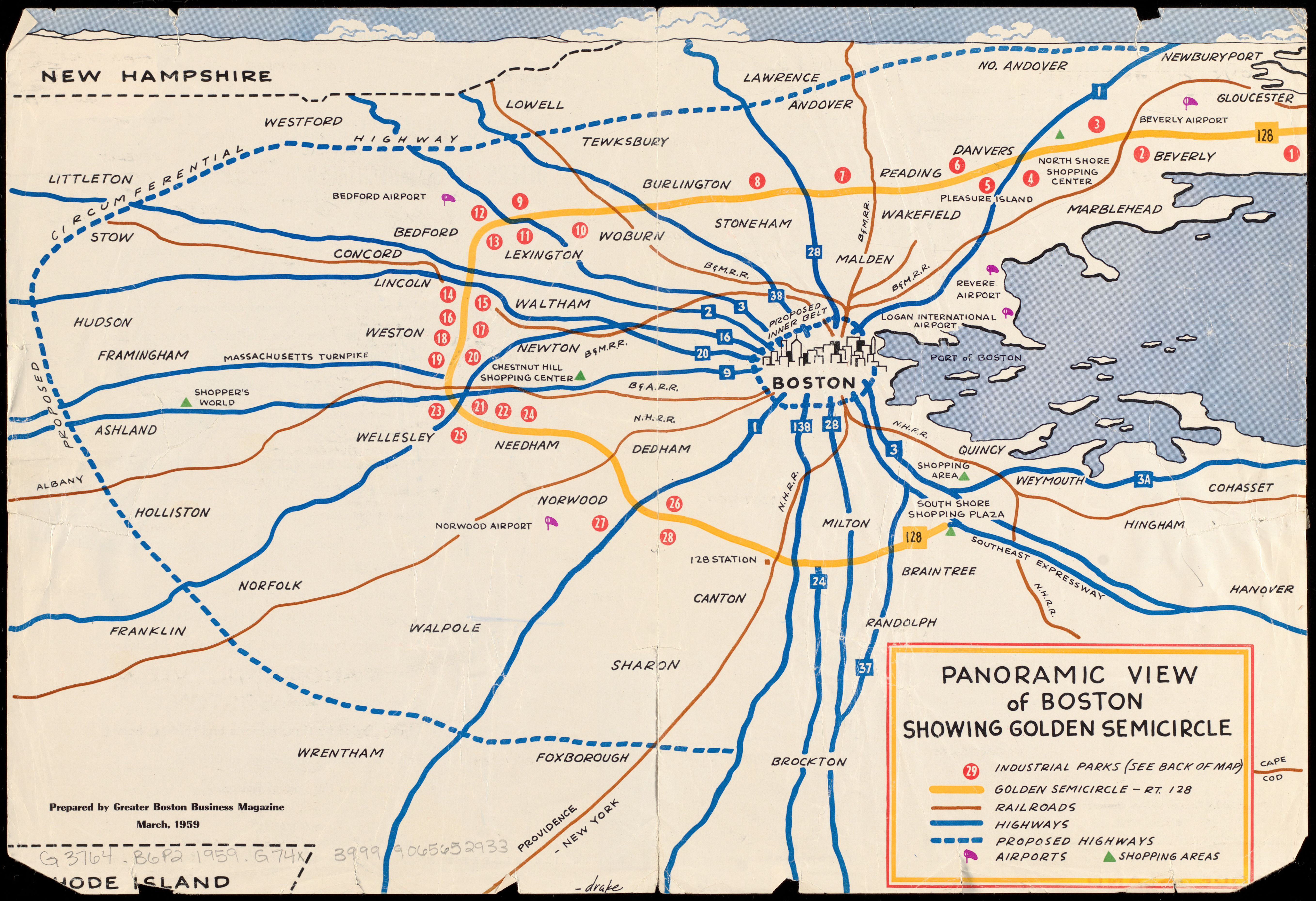
州道128号のルート予定図（1959年）14番の近くに事件が発生したリンカーンがある

「私が思うに、ジョーンはほぼ確実に亡くなっています」と1996年にモートンはボストン・グローブ紙に語った。「彼女は自分から家族を見捨てるようなことはしないと思いますよ」。ジョーンに似た女性が道を歩いていたという目撃報告があるため、彼女が事故にあって亡くなったのではないかという説も考えられる。1990年代には、捜査員の1人が彼女はさ迷い歩いているうちに建設中だった州道128号にあったピットに落ちたのではないかという考えを持っていた。その場合、自力で助かることはおそらく不可能だし、道路が完成すればそのまま埋葬されるようなものである。
マーティン・リッシュはその後この事件についてほとんど語らなかった。ある時たまたまボストン・グローブ紙のインタビューに応じたマーティンは、妻がまだ生きていると思うと語った。おそらくは記憶喪失のような症状か精神的な衰弱を抱えていて、家に帰る方法がわからなくなったというのがマーティンの考えだった。しかし彼女には精神疾患の既往歴はなく、家族にもそうした症状を持つ者はいなかった。
レオ・アルジオはこの事件を追い続け、1970年に警察を退職してからも解決を諦めなかった。彼がボストン・グローブに語ったところでは、この事件は彼にとって「のどにささった小骨のようなもの」だった。アルジオもこの事件の真相については持論を持っていたが、それを話すことはあまり好まなかった。「自分はね、遺体か骨か、ともかく何かが見つかると思うんですよ...そうすれば事態は急展開だ。人間が跡形もなく消えるなんてことはありませんよ」とアルジオは言った。その彼も2009年に亡くなり、事件に最初から関わった捜査員は一人もいなくなった。